# 聖アンナのいる聖家族
『聖アンナのいる聖家族』（せいアンナのいるせいかぞく、西: La Sacrada Familia con Santa Ana、英: The Holy Family with Saint Anne）は、フランドルのバロック期の巨匠ピーテル・パウル・ルーベンスがキャンバス上に油彩で制作した絵画である。注文主や制作の経緯は明らかではないが、1630年ごろの作品とみなされている。1650年代に行われたエル・エスコリアル修道院の装飾再編の際に、スペイン王宮で配室長として美術品の収集や宮廷の装飾等にあたっていたスペイン絵画の巨匠ディエゴ・ベラスケスにより選び出され、修道院の集会室を飾った。作品は1839年以来、マドリードのプラド美術館に所蔵されている。

## 作品
ルーベンスは生涯にたびたび聖家族図を取り上げており、本作もそのうちの1点である。彼は聖母マリアを崇拝していたことで知られ、この絵画は彼にとって個人的な意味合いを持っていた可能性がある。4分の3正面で捉えられたマリアは椅子に腰かけ、膝の上に幼いイエス・キリストを立たせている。右腕に息子をしっかりと抱え、左手で小さな足に触れるそのしぐさからは、母としての愛情が伝わってくる。イエスは片方の手をマリアの首に回し、もう一方の手を乳房に置いて、母に甘えている。イエスは天のほうを見ているが、マリアはイエスの先のほうを見つめている。
聖母子の背後では聖アンナが両腕を広げて2人を抱擁しつつ、イエスに視線を向けている。マリアの右横の背後では聖ヨセフが椅子の背もたれに肘をつき、顎に手を当てて、イエスのほうを見ている。聖家族の中での控えめなヨセフの扱いは中世以前にさかのぼるキリスト教美術の伝統に則っているが、白髪の老人ではなく壮年期の男性としての表現は、対抗宗教改革の時代にアビラのテレサが推し進めたヨセフ称揚の中で普及させたものである。
本作には、伝統的な聖家族図に見出される将来のイエスの受難を象徴する要素は認められない。代わりに、人物たちの距離の近さや身体的接触により演出された、自然な家族の情愛が強く印象づけられる。聖家族は古代風建築の室内に描かれており、暗い背景にその姿が浮き上がっている。人物たちはほぼ等身大のクローズアップで描かれ、鑑賞者に近い存在として提示されているが、このような鑑賞者に直接的に訴えかけて信仰心を高揚させる表現は、対抗宗教改革期のキリスト教美術に典型的な特徴といえる。
本作には複数の複製やヴァリアントが知られ、その構図がいかに好評を博したかがうかがわれる。